# Alumniportal Deutschland
Alumniportal Deutschland je javna spletna stran, ki omogoča vsem nemškim alumnom, ki so se izobraževali ali izpopolnjevali v Nemčiji, med seboj vzdrževati stike in ohranjati povezavo z Nemčijo. Uporaba portala je brezplačna.  
Kooperacijski projekt združuje pet nemških organizacij s področja mednarodnega sodelovanja. Projekt finančno podpira Nemško zvezno ministrstvo za gospodarsko sodelovanje in razvoj (BMZ).

## Naloge / Cilji
Preko vozlišča Alumniportal Deutschland lahko nekdanji alumni, ki so študirali ali se izpopolnjevali v Nemčiji, vzdržujejo in razvijajo stike z nemškimi institucijami in podjetji. Portal ponuja borzo rednih in priložnostnih zaposlitev, informacije v zvezi s študijsko in izobraževalno ponudbo, koledar prireditev nemških organizacij v tujini, rubriko »Nemški jezik« kakor tudi socialno mrežo. Alumniportal Deutschland je odprt za vse posameznike, ki so se izobraževali v Nemčiji, ne glede na to, ali je bilo njihovo bivanje v Nemčiji finančno podprto s strani nemške organizacije ali so si ga plačali sami.
S skupno spletno mrežo lahko vključene organizacije svoje delo na področju alumnov bolje usklajujejo. Portal želi izpostaviti potencial nemških alumnov za gospodarsko sodelovanje. Tako alumni kot podjetja lahko na portalu najdejo sodelavce, strokovnjake in kooperacijske partnerje.

## Nastanek / Zgodovina
Delo z alumni, torej delo z absolventi, ki so se izobraževali in izpopolnjevali v Nemčiji, se praviloma omejuje na posamezno institucijo. Okrog 80 odstotkov tujih absolventov, to pomeni ok. 14.000 ljudi na leto, pa si svoj študij in delovno bivanje v Nemčiji financira samo (to so t. i. free movers). Vzpostavljanje stikov s tovrstnimi alumni je bilo do sedaj precej zapleteno raziskovalno delo.
Prav na podlagi teh dejstev je nastal Alumniportal Deutschland. Gre za edini portal v takšni obliki, ki združuje nemško delo z alumni in povezuje vsestranske sposobnosti in potenciale nemških alumnov. Ta povezovalna funkcija je koristna tako za alumne same, za posamezne organizacije in za vsa druga nemška podjetja, ki potrebujejo in iščejo sodelavce in sogovornike po vsem svetu. 
Do sedaj je na strani registriranih več kot 28.000 uporabnikov iz 184 držav (stanje: marec 2011).

## Zgradba
V središču portala je socialna mreža. Pred uporabo se je potrebno brezplačno registrirati. V tej socialni mreži se lahko alumni povežejo in vzdržujejo stike med sabo, z organizacijami in s podjetji. Uporabniki lahko v okviru portala pišejo tudi bloge. 
Prosto dostopno področje storitev (Servicebereich) uporabnike seznanja z različnimi vsebinskimi ponudbami in posreduje tematske impulze za komunikacijo v socialni mreži. Na področje storitev portala sodi mednarodna borza dela, koledar prireditev, različne ponudbe na področju učenja in poučevanja nemškega jezika, baza štipendij in izobraževanj na različnih strokovnih področjih in vsakokratna »Tema meseca«. Podjetja in institucije lahko svoja prosta delavna mesta ali priložnostne zaposlitve samostojno objavljajo na borzi dela in na podlagi baze profesionalnih profilov iščejo sodelavce, objavljajo svoje prireditve ali iščejo kooperacijske partnerje in strokovnjake.
Alumniportal Deutschland obstaja tako v nemški kot v angleški verziji. Jezik komunikacije v okviru socialne mreže je poljuben.

## Sponzorji in partnerji
Alumniportal Deutschland združuje več organizacij in je interdisciplinarno zasnovan portal. V kooperacijski projekt je neposredno vključenih pet nosilnih nemških organizacij:
- Alexander von Humboldt-Stiftung Arhivirano 2011-09-03 na Wayback Machine. (AvH)
- Centrum für internationale Migration und Entwicklung (CIM)
- Deutsche Gesellschaft für Internationale Zusammenarbeit (GIZ)
- Deutscher Akademischer Austauschdienst (DAAD)
- Goethe-Institut

V kooperacijskem projektu sodeluje tudi več kot deset »strateških partnerjev«. Portal finančno podpira Nemško zvezno ministrstvo za gospodarsko sodelovanje in razvoj (BMZ).

## Povezave
- alumniportal-deutschland.org (Alumniportal Deutschland, nemška domača stran)